# Woroncowka (rejon jejski)
Woroncowka (ros. Воронцовка) – wieś w Rosji, w Kraju Krasnodarskim, w rejonie jejskim. W 2021 liczyła 2181 mieszkańców.